# جورج كلابير
جورج كلابير (مواليد 1867) هو مبارز بالسيف فرنسي، مثّل بلاده في الألعاب الأولمبية الصيفية 1900.

## روابط رياضية
جورج كلابير على موقع أوليمبيديا (الإنجليزية)